# Sabulodes meduana
Sabulodes meduana là một loài bướm đêm trong họ Geometridae.